# 九十九湾小木駅
九十九湾小木駅（つくもわんおぎえき）は石川県鳳珠郡能登町市之瀬にあった、のと鉄道能登線の駅。2005年（平成17年）、能登線の廃止により廃駅となった。かつての急行停車駅。第2回中部の駅百選に選ばれている。

## 歴史
- 1963年（昭和38年）10月1日：日本国有鉄道（国鉄）能登線の能登小木駅（のとおぎえき）として開業[1]（業務委託駅）。
- 1984年（昭和59年）2月1日：荷物扱い廃止[1]。
- 1987年（昭和62年）4月1日：国鉄分割民営化により西日本旅客鉄道に承継される[1]。
- 1988年（昭和63年）3月25日：のと鉄道に転換、同時に九十九湾小木駅に改称[1]。交換設備設置[2]（同時期に駅舎建て替え）。
- 2005年（平成17年）4月1日：能登線廃止に伴い廃駅となる。

## 駅構造
島式ホーム1面2線を有する地上駅で、サイトハウスを兼ねた駅舎がある。なお、路線廃止後は集会場として再利用されている。

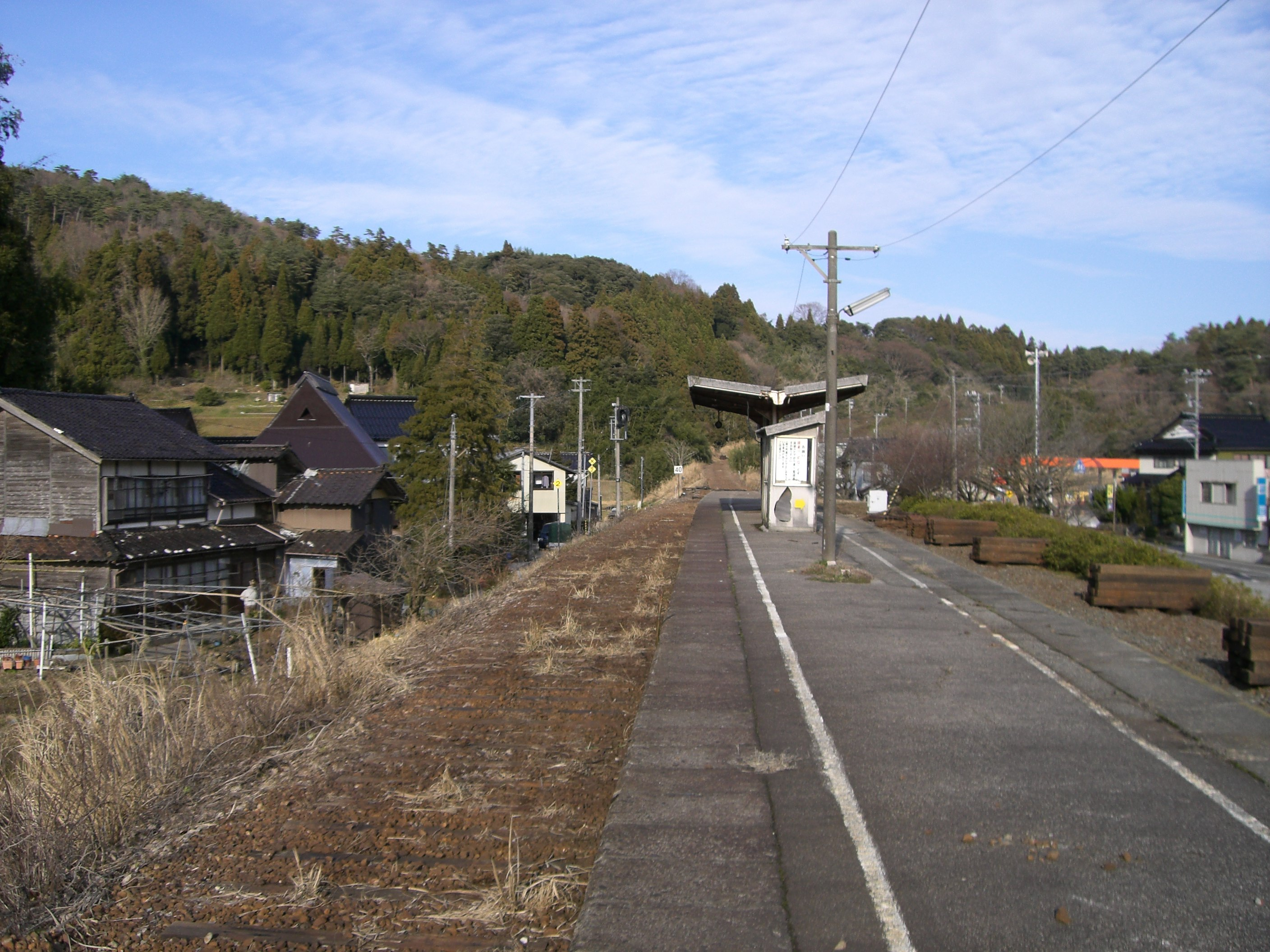
ホーム 左が2番のりば･下り　右が1番のりば･上り（2007年1月）
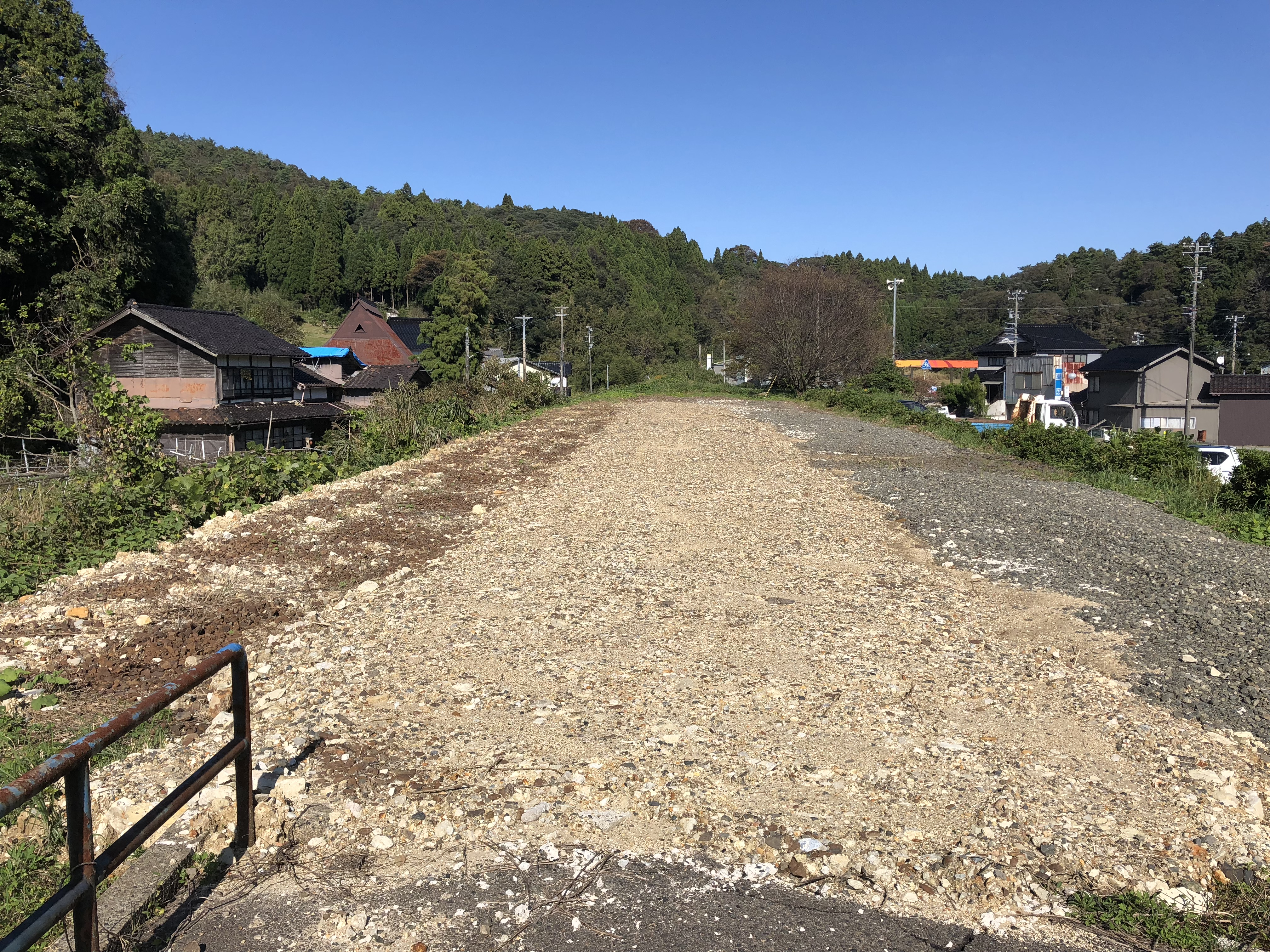
現在、ホームは撤去されている（2018年10月）

## 駅周辺
- のと九十九湾観光交流センターイカの駅つくモール・イカキング
- 能登町立小木中学校
- 能登町立小木小学校
- 九十九湾
- のと海洋ふれあいセンター
- 小木港
- 小木郵便局
- 百楽荘
- ホテルのときんぷら（能登勤労者プラザ）
- 金沢大学理工学域能登海洋水産センター
- 金沢大学環日本海域環境研究センター臨海実験施設

## 隣の駅
のと鉄道
能登線
縄文真脇駅 - 九十九湾小木駅 - 白丸駅